# Trabant 601
Trabant 601 був третьою та найбільш виробленою моделлю серії малолітражних автомобілів Trabant, що випускалися в НДР. Він виготовлявся під модельним позначенням P601 з 1964 по 1990 рік на заводі Sachsenring Automobilwerke Zwickau, а двотактний двигун вироблявся на заводі Barkas. Загалом було випущено 2 818 547 автомобілів.

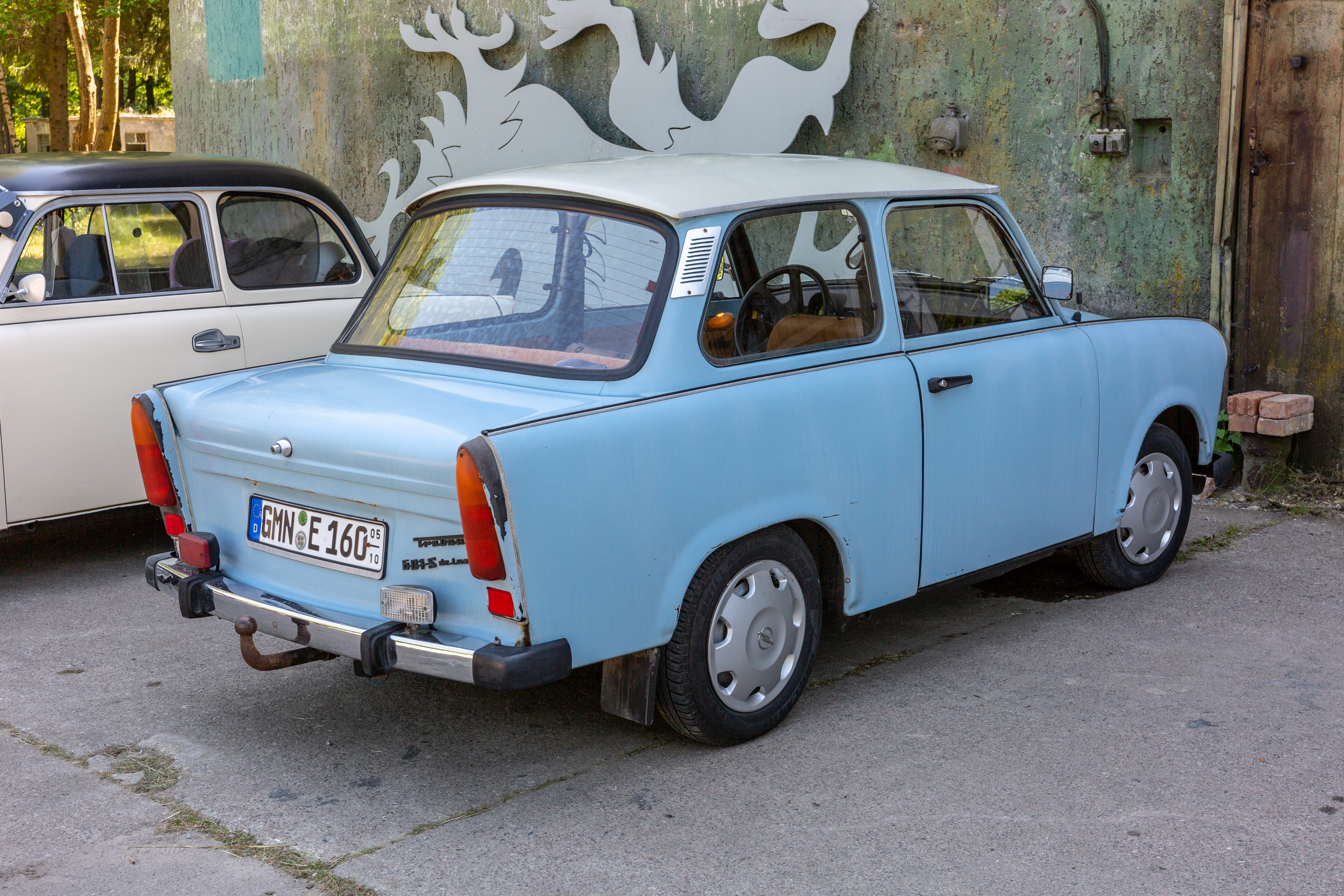
Trabant 601S de luxe

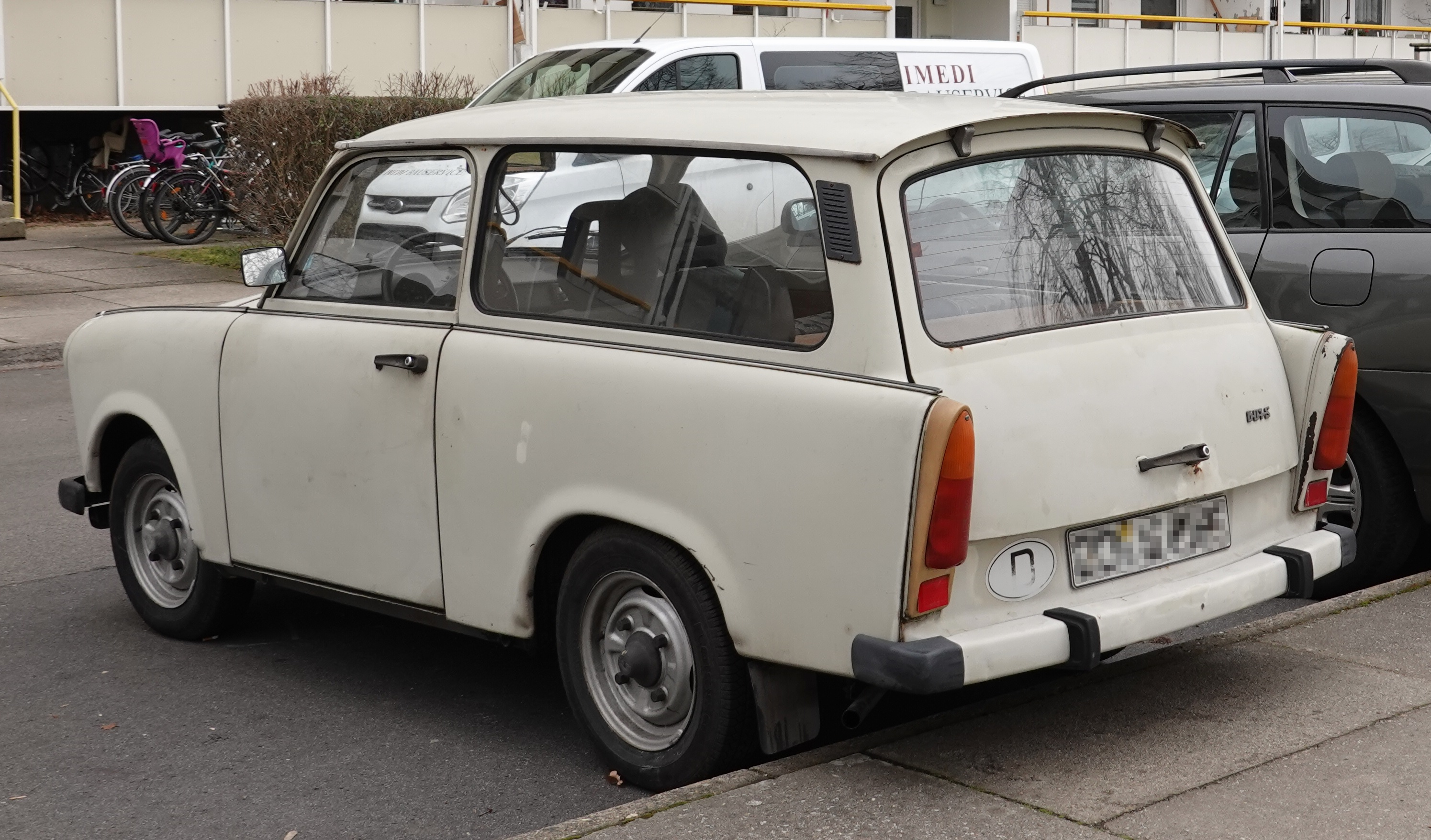
Trabant 601S Universal

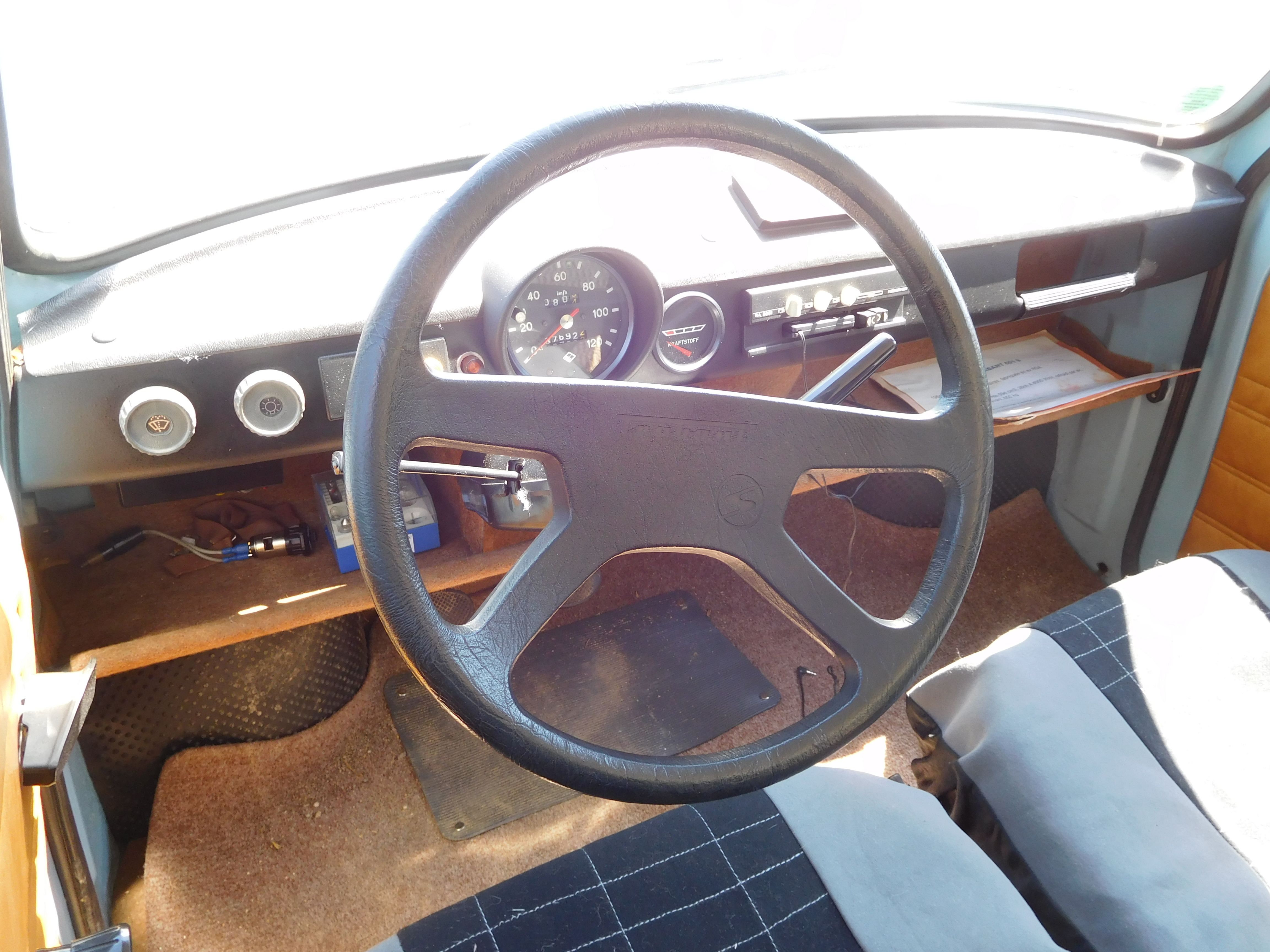

Trabant 601 ознаменував початок «великої ери маленьких кроків», протягом якої, хоча Trabant регулярно вносилися вдосконалення, кузов та технологія автомобіля залишалися по суті незмінними. Концепція дедалі більше застаріла під час виробництва і, щонайпізніше до 1980-х років, перестала користуватися попитом навіть у соціалістичних братніх державах. Спроби запустити в серійне виробництво наступні моделі 603 та 610 були заблоковані політиками. Ліцензійна угода з VW у 1984 році нарешті призвела до встановлення чотиритактного двигуна типу 1.1, який, однак, не пішов у серійне виробництво до 1990 року. Наприкінці свого виробничого періоду Trabant 601 став останнім у світі повноцінним легковим автомобілем з двотактним двигуном.

## Двигуни
- 594 см3 P60-P66 2-тактний I2 23/26 к.с. 51/54 Нм